# Cala dels Jueus

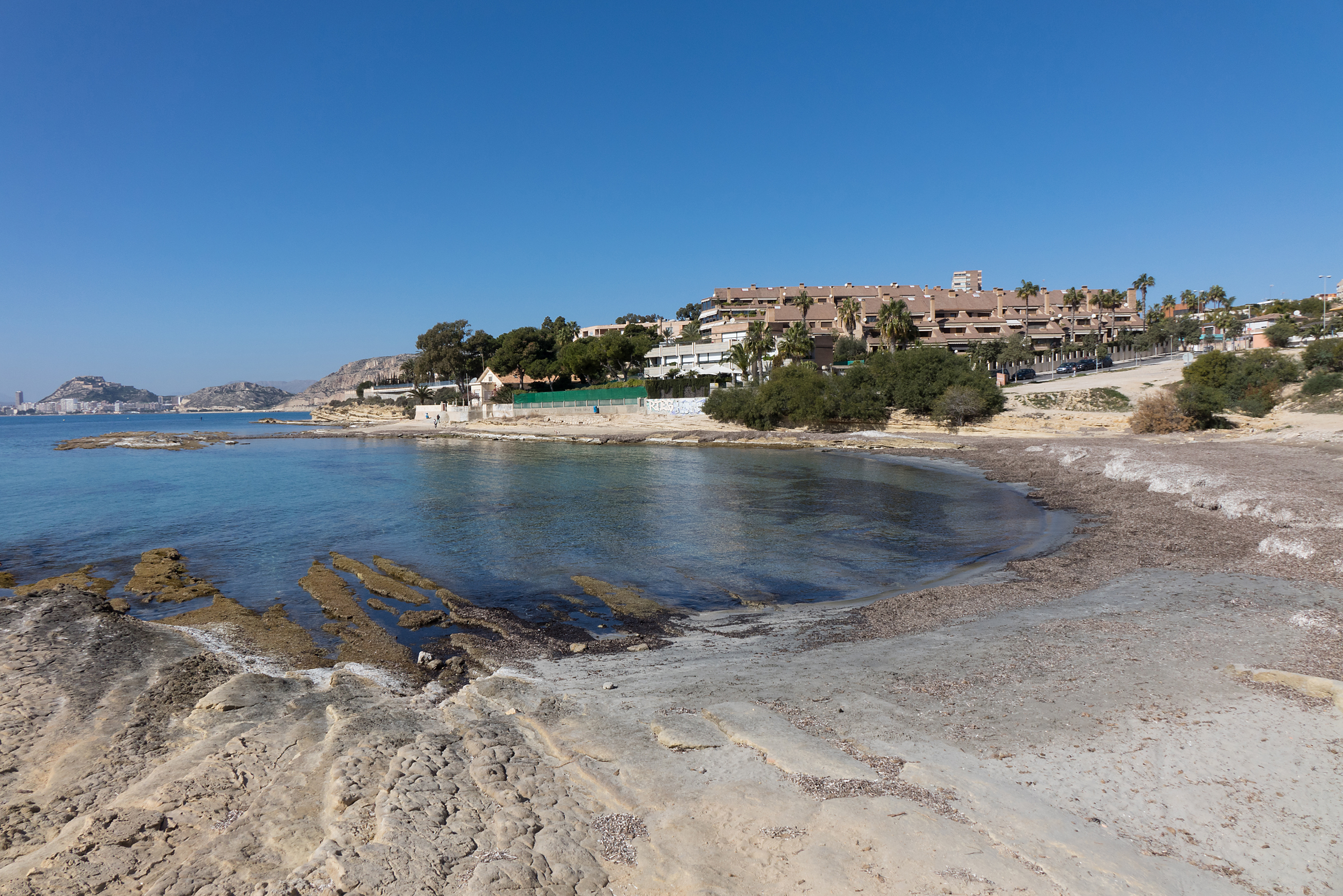
Cala dels Jueus.

La cala dels Jueus, o també cala del Martell, és una petita badia situada al cap de l'Horta en Alacant (País Valencià). Està ubicada en una zona residencial i tranquil·la i destaca per ser una platja de molt reduïda extensió (200 metres) en què es combina roca amb sorra.